# Глобинська волость
Глобинська волость — історична адміністративно-територіальна одиниця Кременчуцького повіту Полтавської губернії з центром у містечку Глобине.
Станом на 1885 рік складалася з 5 поселень, 5 сільських громад. Населення — 3110 осіб (1505 чоловічої статі та 1605 — жіночої), 523 дворових господарства.
|                     | Площа, десятин | У тому числі орної, десятин |
| ------------------- | -------------- | --------------------------- |
| Сільських громад    | 2481           | 2147                        |
| Приватної власності | 9350           | 8635                        |
| Іншої власності     | 39             | 36                          |
| Загалом             | 11870          | 10818                       |

Основні поселення волості:
- Глобине — колишнє власницьке містечко при річці Маячка за 50 версти від повітового міста, 2564 особи, 439 дворових господарств, православна церква, школа, постоялий будинок, 3 лавки, водяний і 20 вітряних млинів, винокурний завод, 2 ярмарки на рік.

Старшинами волості були:
- 1900 року Петро Павлович Кривобок[2];
- 1904 року Федір Петрович Радченко[3];
- 1913 року Харитон Бандура[4];
- 1915 року Василь Михайлович Логвин[5].